# بونينت (رياح)
بونينت Ponente

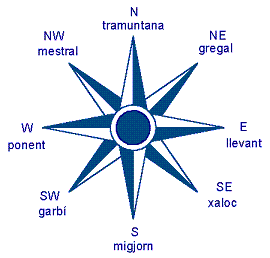

هي رياح غربية تهب على الساحل الكورسيكي والساحل الفرنسي المتوسطي, وعادة تكون مائلة للبرودة وجافة.
المصدر: المعجم الجغرافي المناخي